# Корсел лез Ар
Корсел лез Ар (фр. Corcelles-les-Arts) насеље је и општина у источном делу централне Француске у региону Бургоња, у департману Златна обала која припада префектури Бон.
По подацима из 2004. године у општини је живело 478 становника, а густина насељености је износила 74 становника/km². Општина се простире на површини од 5,47 km². Налази се на средњој надморској висини од 220 метара (максималној 221 m, а минималној 195 m).

## Демографија
| 1962. | 1968. | 1975. | 1982. | 1990. | 1999. | 2011. |
| ----- | ----- | ----- | ----- | ----- | ----- | ----- |
| 266   | 230   | 229   | 295   | 375   | 409   | 455   |

График промене броја становника у току последњих година